# XUnit
xUnit ist die Bezeichnung für verschiedene Frameworks für Modultests. Diese Frameworks erlauben das Überprüfen verschiedener Elemente (units) von Software, wie etwa Funktionen und Klassen. Das erste xUnit-Framework wurde von Kent Beck unter dem Namen SUnit für die Programmiersprache Smalltalk entworfen.
Der wohl bekannteste Vertreter ist JUnit für die Sprache Java. Weitere sind NUnit für das .Net-Framework von Microsoft, PHPUnit für PHP, CppUnit für C++, DUnit für Delphi, QUnit für JavaScript und andere.